# Rasa de Vilajussana
La Rasa de Vilajussana és un torrent afluent per l'esquerra de la Riera de Navel, al Berguedà.

## Municipis per on passa
La Rasa de Vilajussana transcorre íntegrament pel terme municipal de Viver i Serrateix.

## Xarxa hidrogràfica
La xarxa hidrogràfica de la Rasa de Vilajussana està integrada per 18 cursos fluvials que sumen una longitud total de 10.368 m.

### Distribució per termes municipals
La xarxa transcorre íntegrament pel terme municipal de Viver i Serrateix.

### Territori PEIN
La part de la conca de la Rasa de Vilajussana que està per sota de la cota dels 600 msnm forma part de l'àrea del PEIN de la Riera de Navel. Les dades més significatives pel que fa a la conca d'aquesta rasa amb relació a l'esmentat territori PEIN són:
- -     -       -         - de la xarxa hidrogràfica
que transcorre pel territori PEIN